# Црква Светог великомученика Георгија у Давидовцу
Црква Светог великомученика Георгија у Давидовцу, насељеном месту на територији града Врања, православни је храм који припада Епархији врањској Српске православне цркве.
Црква посвећена Светом великомученику Георгију саграђена је 1869. године, на старом хришћанском локалитету из 4. века, о чему су сведочили гробови са саркофазима и остаци већих грађевина, пронађени приликом изградње цркве, а то су потврдилаи археолошка ископавања 2011. године. Пошто се црква налазила на граничној линији између Србије и Турске, она је и страдала, па је тако данашњи изглед добила након успостављања границе 1878. године.
У цркви се налази иконостас са 45 икона и потиче из 1878. године. У порти цркве налазе се звоник и народна трпезарија.
Реновирана је у више наврата, а њена потпуна обнова извршена је у периоду од 2010. до 2016. године.